# Carmen revient au pays
Pour plus de détails, voir Fiche technique et Distribution.
Carmen revient au pays (カルメン故郷に帰る, Karumen kokyo ni kaeru) est un film japonais réalisé par Keisuke Kinoshita, sorti en 1951.

## Synopsis
Une femme revient dans son village natal après être partie dans une grande ville pour gagner sa vie. Elle porte des vêtements modernes et est fière d'elle. Les villageois la regardent avec des sentiments divers. Certains sont admiratifs, d'autres jaloux, d'autres choqués par son éloignement des manières traditionnelles, notamment quand ils apprennent qu'elle est stripteaseuse. Elle s'efforce de garder la tête haute malgré tout, et de rire et de danser, plutôt que de s'attrister du mauvais accueil de certains. C'est une histoire très simple, et il n'y a pas vraiment d'intrigue.

## Fiche technique
- Titre : Carmen revient au pays
- Titre original : カルメン故郷に帰る (Karumen kokyo ni kaeru?)
- Réalisation : Keisuke Kinoshita

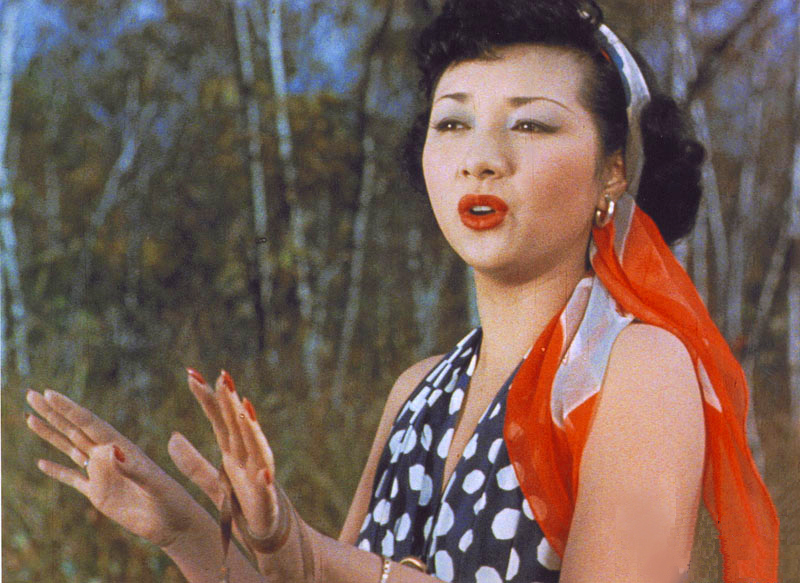
Hideko Takamine dans Carmen revient au pays

- Assistants réalisateurs : Masaki Kobayashi, Zenzō Matsuyama, Yūgorō Imai, Kenji Katō, Yoshirō Kawazu et Kazui Nihonmatsu
- Scénario : Keisuke Kinoshita
- Photographie : Hiroshi Kusuda (ja)
- Montage : Yoshi Sugihara
- Musique : Chūji Kinoshita (ja) et Toshirō Mayuzumi
- Producteur : Kiyoshi Takamura
- Société de production : Shōchiku
- Pays d'origine :  Japon
- Format : couleur - 1,37:1 - son mono
- Genre : Comédie
- Durée : 86 minutes (métrage : dix bobines - 2 360 m[1])
- Dates de sortie :
  - Japon : 31 mars 1951[1]
  - France : 2 juin 1993[2]

## Distribution

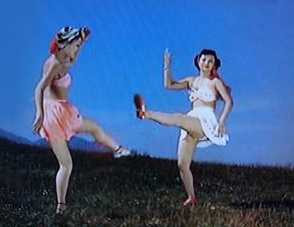
Hideko Takamine et Toshiko Kobayashi dans Carmen revient au pays

- Hideko Takamine : Aoyama Kin dite Lily Carmen
- Shūji Sano : Haruo Taguchi
- Chishū Ryū : le directeur de l'école
- Kuniko Igawa : Mitsuko Taguchi
- Takeshi Sakamoto : Shoichi, le père de Kin
- Bontarō Miyake : Maruju
- Keiji Sada : M. Ogawa
- Toshiko Kobayashi : Maya Akemi
- Kōji Mitsui : Oka, l'employé de Maruju
- Yūko Mochizuki : Yuki Aoyama, la sœur de Kin
- Akio Isono : Ichiro Aoyama, le mari de Yuki
- Yoshito Yamaji : un jeune du village
- Kiyoshi Koike : Naokichi Aoyama
- Isao Shirosawa : Kiyoshi Taguchi, la fille des Taguchi
- Sumie Kuwabura

## À noter
- Carmen revient au pays est le premier film japonais en couleurs[3].

## Récompenses et distinctions
- 1952 : Prix du film Mainichi du meilleur scénario pour Keisuke Kinoshita[4]